# Aníbal cruzando los Alpes
Aníbal cruzando los Alpes es un cuadro del pintor romántico William Turner. Fue ejecutado hacia 1810-1812. Se trata de una pintura al óleo sobre lienzo, que mide 1,45 metros de alto y 2,36 m de ancho. Actualmente se conserva en la Tate de Londres (Reino Unido). Su nombre completo es: Tempestad de nieve: Aníbal y su ejército cruzan los Alpes (en inglés, Snow Storm: Hannibal and His Army Crossing the Alps).
En 1812 la tela se expuso en la Royal Academy. Es un cuadro de temática histórica en el que, como La batalla de Trafalgar (1808) de la misma época, comienza la desmaterialización del paisaje.
Ejemplifica igualmente la renovación que Turner obra en la composición, que ya no se basa en líneas horizontales, verticales y diagonales, sino en arcos y conos irregularmente cortados, que no proporcionan al espectador puntos de referencia.
El cuadro está dominado por un cielo gris y negro cargado de nubes negras que vierten masas de nieve y un sol anaranjado. En el borde inferior hay escenas de pillaje entre las rocas y el ejército de Aníbal en un plano intermedio.
En este cuadro hay un mensaje político en esta época de Guerras Napoleónicas: se trataba de evitar que Inglaterra corriera la suerte que Roma consiguió evitar. Pero el principal objetivo de Turner era transmitir las fuerzas naturales desatadas y que simbolizan el caos.